# Csak a testemen keresztül
A Csak a testemen keresztül (Not While I'm Around) a Született feleségek (Desperate Housewives) című amerikai filmsorozat ötvennyolcadik epizódja. Az Amerikai Egyesült Államokban először az ABC (American Broadcasting Company) adó sugározta 2007. január 14-én.

## Az epizód cselekménye
Az átlagos feleség egyfolytában aggódik amiatt a sok veszélyes alak miatt, akiket az esti híradóban lát. Egy átlagos fogva tartott pedig egyfolytában aggódik amiatt a sok veszélyes alak miatt, akikkel nap mint nap együtt lenni kényszerül. Mi a különbség a feleség és a fogva tartott között? A fogva tartott tudja, hogy ez az érzés nem tart sokáig…Paul Young úgy alakítja a dolgokat a börtönben, hogy neki kelljen megvédenie Mike-ot, így az az adósa marad. Gabrielle ugyan borzasztóan élvezi a szingliélet mindennapjait, de az estéket rettegve tölti az üres házban, ezért úgy dönt, hogy áthívja Carlos-t éjszakára. Ráadásul a titkos imádóját is egyre inkább terhes zaklatóként éli meg…Lynette és Tom egy kellemesnek ígérkező estén újra összekapnak Tom hamarosan megnyíló étterme miatt. Bree elképedve értesül arról, hogy Alma úgy döntött, megveszi az Applewhite-házat, így rövidesen szomszédokká válnak majd. Susan kihallgatja Julie-t és Austin-t, amikor azok éppen a fogamzásgátlásról vitatkoznak, ám a lány sikeresen kimagyarázza a dolgot az anyjánál. Később azonban a fiatalok Edie-hez fordulnak segítségért.

## Mellékszereplők
- Mark Moses – Paul Young
- Cody Kasch – Zach Young
- Kathryn Joosten – Karen McCluskey
- Valerie Mahaffey – Alma Hodge
- P. J. Byrne – Nick
- Richard Herd – Harry Gaunt
- J. Omar Castro – Őr
- Chris Flanders – Pincér
- Steve Kim – Angyal
- Brett Wagner – Költöztető

## Mary Alice epizódzáró monológja
- A narrátor, Mary Alice monológja az epizód végén így hangzik (a magyar változat alapján):

"Veszélyes hely ez a világ. Így hát mindannyian a biztonságot keressük. És azt akár az anyánk karjában találjuk meg, akár egy csorba penge hegyén, a kedvesünk csókjában, vagy a pisztolycső végén – megtesszük, amit kell, hogy biztonságban érezzük magunkat. Mert tudjuk, hogy valahol a világban ott vannak azok, akik ártani akarnak nekünk."

## Epizódcímek szerte a világban
- Angol: Not While I'm Around (Nem, amíg itt vagyok)
- Francia: Se sentir en sécurité (A biztonság érzése)
- Német: Geheime Liebschaften (Titkos viszonyok)
- Olasz: Non finché ci sono io (Nem, amíg itt vagyok)
- Spanyol: No Mientas, Yo Sigo Aquí (Ne hazudj, még itt vagyok)